# پرفیوژن

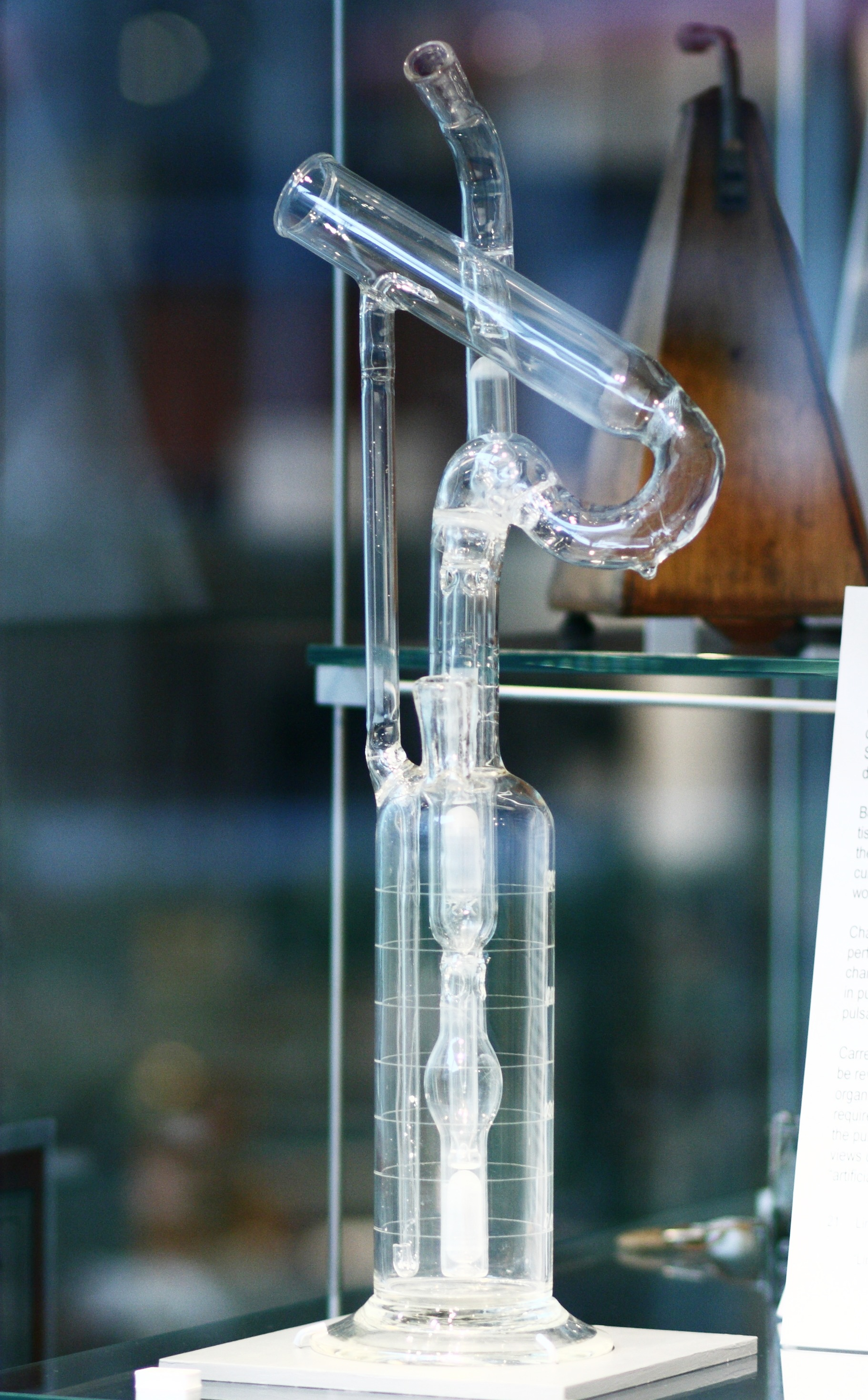
پمپ پرفیوژن سال۱۹۳۵ و اولین دستگاه شبیه‌ساز مکانیسم پرفیوژن در بدن

پرفیوژن (به انگلیسی: perfusion) (به فارسی خونیاری*) در پزشکی وارد کردن یا رساندن مایع به داخل بافت (تزریق به داخل رگهای خونی) را گویند. در حالت طبیعی بدن٬ به فرایند تحویل مواد غذایی از سرخرگها به بستر مویرگی در بافتهای زنده پرفیوژن نام دارد. 
پرفیوژن ("F") عروقی با فشار خون نسبت مستقیم و با مقاومت عروقی نسبت معکوس دارد .
پرفیوژنیست(perfusionist) به شخصی گفته می شود ک در اتاق عمل قلب مسئول خونرسانی و نگهداری از قلب حین عمل میباشد .این رشته از رشته های ارشد وزارت بهداشت است.